# Salicilato de metila
Salicilato de metila, composto químico de fórmula C6H4(HO)COOCH3 (ou C8H8O3); também conhecido como éster metílico do ácido salicílico, ou óleo de gaultéria, óleo de bétula, metil-2-hidroxibenzoato, é um produto natural de muitas espécies de plantas. Algumas destas plantas que o produzem são chamadas gaultérias ou bétulas, vindo daí seus nomes comuns.

## Produção
É produzido, também, sinteticamente, por esterificação, pela reação do ácido salicílico com o metanol.

## Usos
Tem ação repelente sobre insetos e carrapatos.
Usado em perfumaria, sabor de doces e medicamentos. Em medicamentos é usado por via tópica em casos de dores articulares e musculares.
Usado para atrair abelhas da tribo Euglossine em trabalhos científicos.
Ainda sobre suas aplicações, convém gizar que a propriedade analgésica desta substância vem sendo amplamente explorada pela indústria farmacêutica há anos. O famoso GELOL, por exemplo, indicado para o tratamento local de manifestações reumáticas, torcicolos, bursites, artrite, lumbago e torceduras, contém níveis seguros de salicilato de metila na sua composição. No entanto, algumas pessoas são sensíveis a este componente e por isso devem administrá-lo com cautela ou evitá-lo. Afinal, o seu uso em excesso – seja por ingestão, uso tópico ou inalação – pode causar tonturas, náuseas, letargia ou mesmo a morte em situações mais graves (raras). Para melhor esclarecer esta questão, eis um comparativo: na sua forma pura, uma colher de chá de salicilato de metila contém 7g de salicilato, que corresponde a 23 comprimidos de 300mg de aspirina. Ou seja, uma dose letal para um adulto de 70kg.
(*) algumas plantas são capazes de lançar no ar apreciáveis quantidades de salicilato de metila quando são ameaçadas por estiagem, mudanças drásticas de temperatura ou pragas de insetos. O objetivo, segundo os pesquisadores, é se defender e “sinalizar” o perigo umas para as outras.
(*) hoje, grande parte do salicilato de metila disponível no mercado é obtido por síntese.

## Segurança
É um composto com relativa toxicidade, sendo inclusive letal por ingestão e absorção pela pele em doses elevadas.